# Енріке I (маніконго)
Енріке I (порт. Henrique I) або Мпуді-а-Нзінґа Мвемба (кон. Mpudi a Nzinga Mwemba; 1505 — 1 лютого 1567) — дванадцятий маніконго центральноафриканського королівства Конго.
Як і його попередник, Енріке I загинув у бою за кордони своїх володінь проти племені батеке.